# Betbèze
Betbèze ist eine französische Gemeinde mit 46 Einwohnern (Stand 1. Januar 2022) im Département Hautes-Pyrénées in der Region Okzitanien (vor 2016: Midi-Pyrénées). Sie gehört zum Arrondissement Tarbes und zum Kanton Les Coteaux. Die Einwohner werden Betbezois und Betbezoises genannt.

## Geographie
Betbèze liegt circa 42 Kilometer östlich von Tarbes in der historischen Provinz Quatre-Vallées am nordöstlichen Rand des Départements.
Umgeben wird Betbèze von den fünf Nachbargemeinden:
| Sariac-Magnoac |                                             | Thermes-Magnoac |
| Aries-Espénan  | Kompassrose, die auf Nachbargemeinden zeigt |                 |
| Devèze         | Lalanne                                     |                 |

Betbèze liegt im Einzugsgebiet des Flusses Garonne.
Der Arrats, hier auch Canal de l’Arrat genannt, ist ein Nebenfluss der Garonne und durchquert das Gebiet der Gemeinde zusammen mit seinem Nebenfluss, dem Arrat de devant, der in Betbèze entspringt.
Außerdem wird Betbèze von Nebenflüssen der Gimone bewässert, dem Ruisseau de Bartaus und dem Ruisseau de la Garnère, der in Betbèze entspringt.

## Toponymie
Der okzitanische Name der Gemeinde heißt Bèthvéser. Er hat seinen Ursprung in den gascognischen Wörtern bèth (deutsch schön, gut) und véser (deutsch sehen) und bedeutet somit „Ort mit einer schönen Aussicht“.
Toponyme und Erwähnungen von Betbèze waren:
- de Bello Videre (15. Jahrhundert, Steuerverzeichnis Auch),
- Betbese (1746, Brugèles),
- Betbeze (1750, Karte von Cassini),
- Belbeze (1793, Notice Communale),
- Betbeze (1801, Bulletin des lois).[3][4][5]

## Einwohnerentwicklung
Nach Beginn der Aufzeichnungen stieg die Einwohnerzahl bis zur Mitte des 19. Jahrhunderts auf einen Höchststand von 260. In der Folgezeit sank die Größe der Gemeinde bei kurzen Erholungsphasen bis zu den 1980er Jahren auf rund 40 Einwohner, bevor sie leicht anstieg und sich seit der Jahrtausendwende auf einem Niveau von rund 45 Einwohnern stabilisierte.
| Jahr      | 1962 | 1968 | 1975 | 1982 | 1990 | 1999 | 2006 | 2011 | 2022 |
| --------- | ---- | ---- | ---- | ---- | ---- | ---- | ---- | ---- | ---- |
| Einwohner | 63   | 58   | 48   | 38   | 43   | 41   | 44   | 44   | 46   |

## Sehenswürdigkeiten

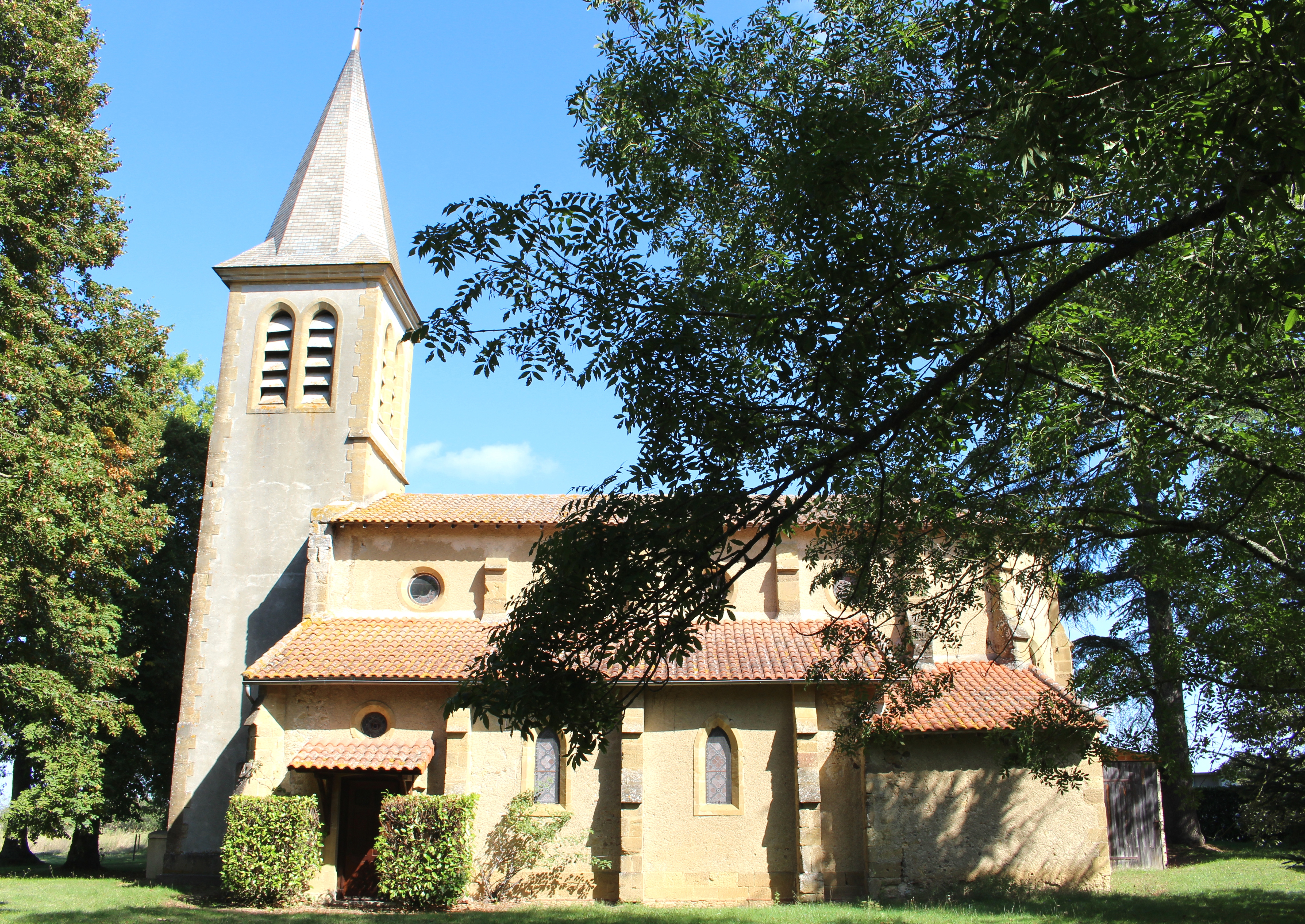
Pfarrkirche Saint-Jean-Baptiste

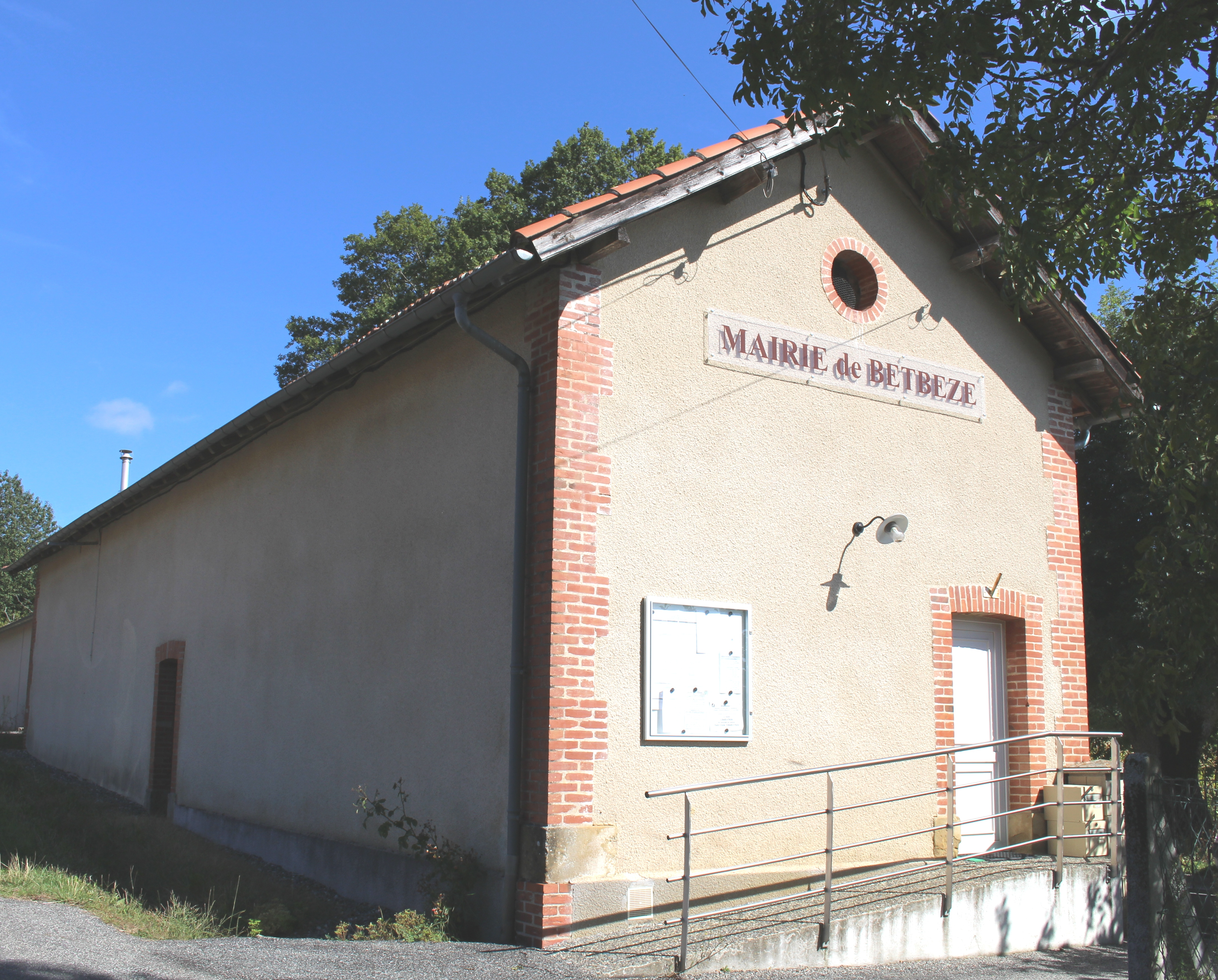
Bürgermeisteramt (Mairie) von Betbèze

### Pfarrkirche Saint-Jean-Baptiste
Sie ist die Pfarrkirche der Gemeinde.

### Kapelle Saint-Brice
Die Kapelle wurde am Ende des 11. oder zu Beginn des 12. Jahrhunderts errichtet. Im 14. Jahrhundert wurde sie erweitert. Wandmalereien verschönern ihren Innenraum seit dem 14. oder dem Beginn des 15. Jahrhunderts. Die Kapelle inklusive der Wandmalereien ist seit 1977 als Monument historique klassifiziert.

## Wirtschaft und Infrastruktur
Betbèze liegt in den Zonen AOC der Schweinerasse Porc noir de Bigorre und des Schinkens Jambon noir de Bigorre.

### Verkehr
Betbèze wird durchquert von der Route départementale 632, der ehemaligen Route nationale 632.